# Horse & Country TV
Horse & Country TV, förkortat H&C, är en brittisk TV-kanal med fullt hästfokus som lanserades 7 juli 2007.
Kanalen lanserades därefter i Nederländerna år 2012. I Sverige lanserades den 25 juni 2013 via distributören Magine.